# Magny (Alto Reno)
Magny é uma comuna francesa na região administrativa de Grande Leste, no departamento Alto Reno. Estende-se por uma área de 4,35 km². Em 2010 a comuna tinha 309 habitantes (densidade: 71 hab./km²).